# Landgericht Ellwangen

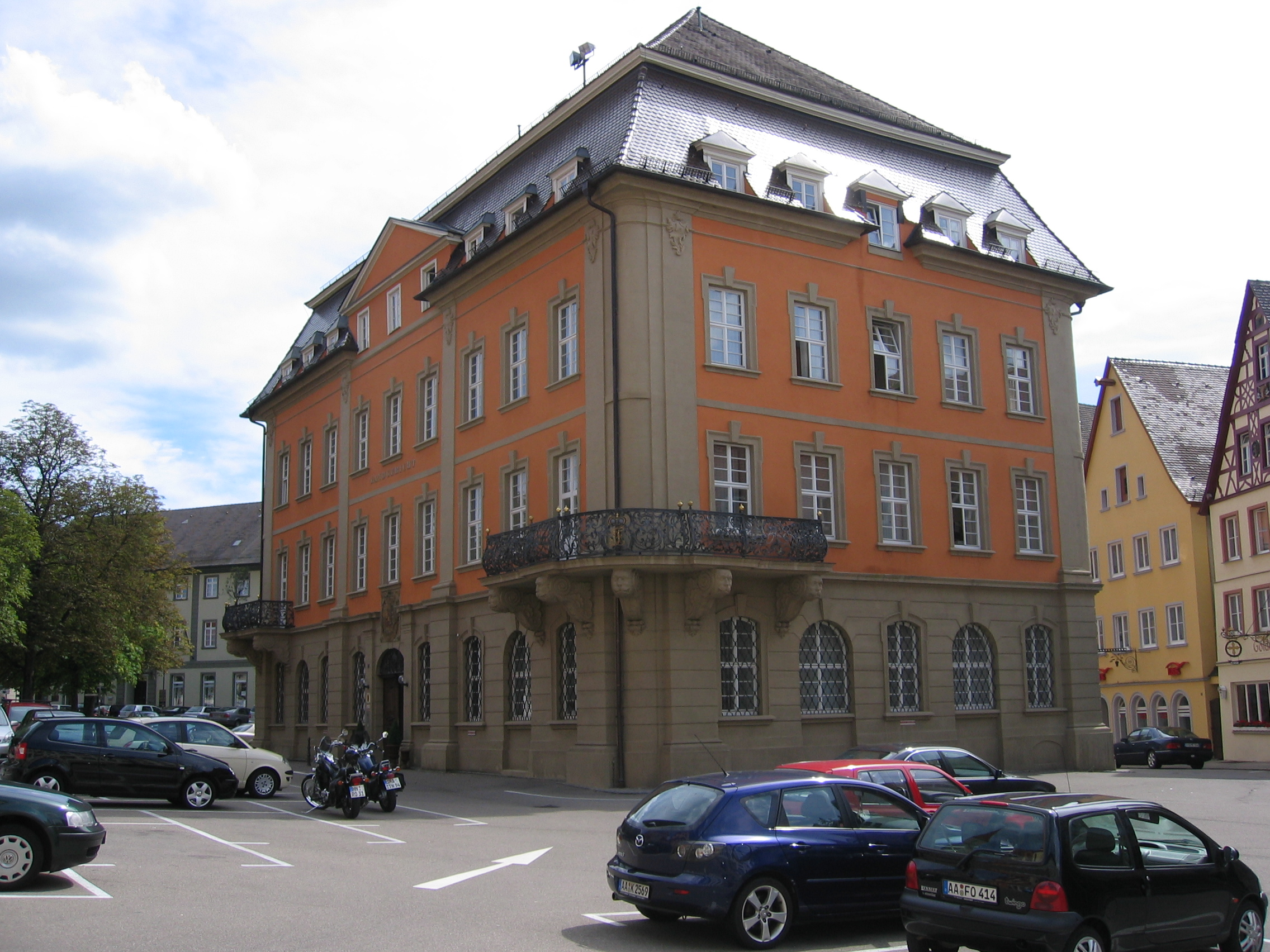
Gebäude des Landgerichts Ellwangen

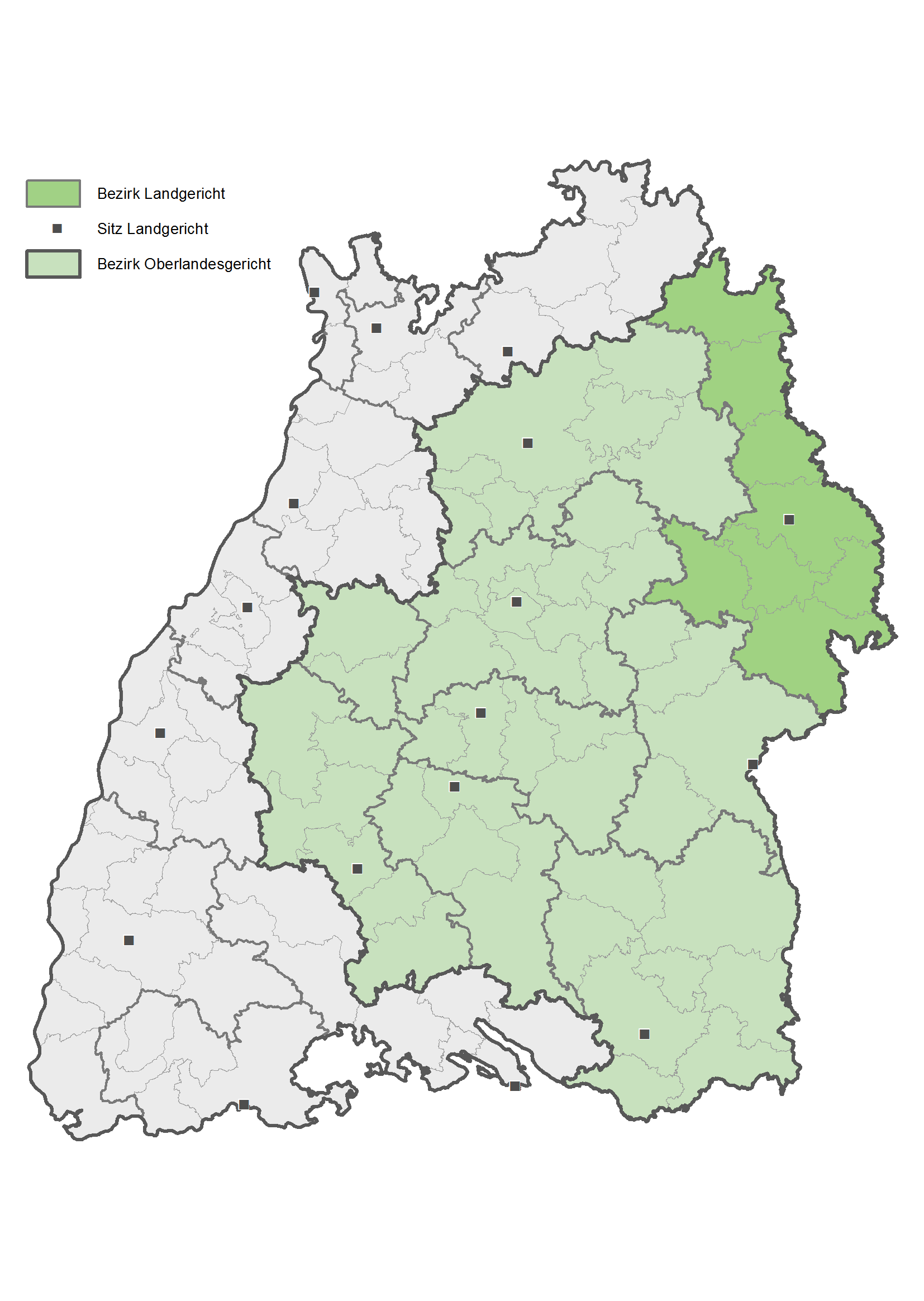
Karte des Landgerichtsbezirks Ellwangen in Baden-Württemberg

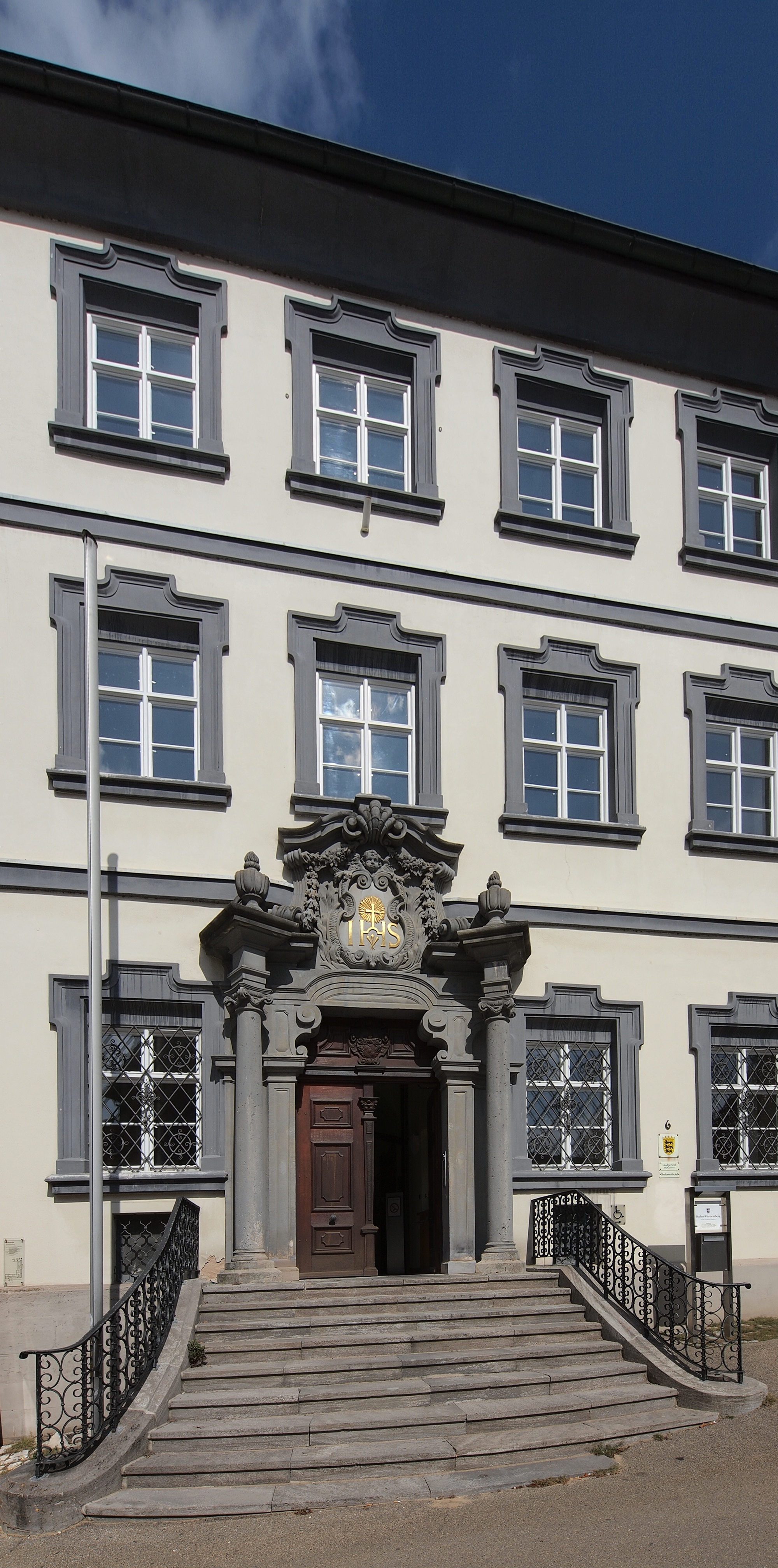
Blick auf das historische Portal der Staatsanwaltschaft Ellwangen

Das Landgericht Ellwangen ist ein Gericht der ordentlichen Gerichtsbarkeit und eines von acht Landgerichten im Bezirk des Oberlandesgerichts Stuttgart.

## Gerichtssitz und -bezirk
Das Landgericht (LG) hat seinen Sitz in Ellwangen an der Jagst.
Zum Gerichtsbezirk gehören die acht Amtsgerichte Aalen, Bad Mergentheim, Crailsheim, Ellwangen, Heidenheim, Langenburg, Neresheim und Schwäbisch Gmünd; es handelt sich nach Fläche um den größten Landgerichtsbezirk in Baden-Württemberg. Für rund 585.000 Einwohner sind Stand 31. Dezember 2024 neben dem Präsidenten und dem Vizepräsidenten weitere 25 Richter und Richterinnen sowie 43 sonstige Mitarbeiter tätig.

## Zuständigkeit
Das Landgericht ist für alle den Landgerichten gesetzlich übertragenen Aufgaben zuständig. Die Verordnung des Justizministeriums Baden-Württemberg über Zuständigkeiten in der Justiz (Zuständigkeitsverordnung Justiz) vom 20. November 1998 weist u. a. Urheber- und Kennzeichenstreitigkeiten sowie zahlreiche gesellschaftsrechtliche Streitsachverhalte aus dem Landgerichtsbezirk Ellwangen dem Landgericht Stuttgart zu.

## Gerichtsgebäude
Das Gericht ist sehr zentral in der Ellwanger Innenstadt im Gebäude des ehemaligen Stiftsrathauses untergebracht. Dieses wurde im Jahre 1748 unter Mitwirkung von Balthasar Neumann in unmittelbarer Nähe der Basilika St. Vitus erbaut. Seit 1854 ist das Stiftsrathaus Gerichtsgebäude des Kreisgerichtshofes des Jagstkreises.
Mit der Unterbringung des Landgerichtes in Ellwangen wurden auch die benachbarten Gebäude des Jesuitenkollegs 1966 zu Gerichtsgebäuden.

## Übergeordnete Gerichte
Dem Gericht ist das Oberlandesgericht Stuttgart übergeordnet. Oberstes Gericht ist der Bundesgerichtshof.